# Harivarman V
Harivarman V est un roi de la IXe Dynastie du royaume de Champā il règne de 1113 à 1139

## Contexte
Harivarman V est le neveu utérin  et successeur Jaya Indravarman II  pendant son règne s’efforce de maintenir d'excellentes relations avec le Dai Viet des empereurs Lý Nhân Tông et Lý Thần Tông ainsi qu'avec les dynasties chinoises des Song à qui il adresse de nombreuses ambassades en 1117, 1118, 1120, 1124,1126,1129... Il se livre aux mêmes préoccupations religieuses que ses prédécesseurs et meurt en 1139 a  priori sans descendance directe car son successeur le futur Jaya Indravarman III avait été déclaré Devaraja en 1129 et Yuvaraja (Prince héritier) en 1133 